# Olympische Sommerspiele 1932/Teilnehmer (Frankreich)
| Gelbes Symbol für Goldmedaillen mit stilisierten Olympischen Ringen | Graues Symbol für Silbermedaillen mit stilisierten Olympischen Ringen | Braundes Symbol für Bronzemedaillen mit stilisierten Olympischen Ringen |
| ------------------------------------------------------------------- | --------------------------------------------------------------------- | ----------------------------------------------------------------------- |
| 10                                                                  | 5                                                                     | 4                                                                       |

Frankreich nahm an den Olympischen Sommerspielen 1932 in Los Angeles mit einer Delegation von 103 Athleten (97 Männer und 6 Frauen) an 57 Wettkämpfen in 13 Wettbewerben teil.
Die französischen Athleten gewannen zehn Gold-, fünf Silber- und vier Bronzemedaillen, womit Frankreich im Medaillenspiegel den dritten Platz belegte. Drei Goldmedaillen wurden im Gewichtheben gewonnen, je zwei Goldmedaillen im Reiten und im Fechten. Die übrigen Olympiasiege gelangen im Segeln, im Radsport und im Ringen. In den Kunstwettbewerben, die nicht für den Medaillenspiegel zählten, sicherten sich drei französische Künstler eine weitere Goldmedaille.

## Teilnehmer nach Sportarten

### Boxen
- Gaston Fayaud
Fliegengewicht: im Achtelfinale ausgeschieden

- Paul Nicolas
Bantamgewicht: im Viertelfinale ausgeschieden

- Henri Walter
Federgewicht: im Viertelfinale ausgeschieden

- Gaston Mayor
Leichtgewicht: im Viertelfinale ausgeschieden

- Lucien Laplace
Weltergewicht: im Viertelfinale ausgeschieden

- Roger Michelot
Mittelgewicht: 4. Platz

### Fechten
Männer
- René Bougnol
Florett: 8. Platz
Florett Mannschaft: Gold

- Philippe Cattiau
Florett: 9. Platz
Degen: 6. Platz
Florett Mannschaft: Gold 
Degen Mannschaft: Gold

- Édward Gardère
Florett: im Halbfinale ausgeschieden
Säbel: im Halbfinale ausgeschieden
Florett Mannschaft: Gold

- René Lemoine
Florett Mannschaft: Gold

- René Bondoux
Florett Mannschaft: Gold

- Jean Piot
Säbel: im Halbfinale ausgeschieden
Florett Mannschaft: Gold 
Degen Mannschaft: Gold

- Georges Buchard
Degen: Silber 
Degen Mannschaft: Gold

- Bernard Schmetz
Degen: 5. Platz
Degen Mannschaft: Gold

- Fernand Jourdant
Degen Mannschaft: Gold

- Georges Tainturier
Degen Mannschaft: Gold

Frauen
- Jeanne Vical
Florett: in der Vorrunde ausgeschieden

### Gewichtheben
- Raymond Suvigny
Federgewicht: Gold

- René Duverger
Leichtgewicht: Gold

- Roger François
Mittelgewicht: 4. Platz

- Louis Hostin
Halbschwergewicht: Gold

- Marcel Dumoulin
Schwergewicht: 4. Platz

### Kunstwettbewerbe
- Henri Zo
- Jean-Elie Vézien
- Kees Van Dongen
- Pierre Toulgouat
- Henri Royer
- René Xavier Prinet
- Henri Pinguenet
- Eugène Pechaubes
- Roger Nivelt
- Suzanne Muzanne
- Paul Moreau-Vauthier
- Paul Morchain
- Pierre Montezin
- Henri Raphaël Moncassin
- Marcel Mérignargues
- Albert Matignon
- Georges Malissard
- Louis Malespina
- Philippe Le Molt
- Abel Lafleur
- Feliks Łabuński
- Adrienne Jouclard
- Lucien Jonas
- Édouard Fraisse
- Robert Fernier
- Maurice Ehlinger
- André Dunoyer de Segonzac
- Héléne Dufau
- Raoul du Gardier
- Louis Denis-Valverane
- Hermine David
- Georges Dantu
- Gaston D’Illiers
- François Clémencin
- Louis Botinelly
- Gustave Saacké
- Architektonische Entwürfe: Gold
- Pierre Montenot
- Architektonische Entwürfe: Gold
- Pierre Bailly
- Architektonische Entwürfe: Gold

### Leichtathletik
Männer
- Séra Martin
800 m: 8. Platz

- René Morel
800 m: im Vorlauf ausgeschieden

- Jean Keller
800 m: im Vorlauf ausgeschieden

- Roger Rochard
5000 m: Rennen nicht beendet

- François Bégeot
Marathon: 16. Platz

- André Adelheim
400 m Hürden: im Halbfinale ausgeschieden

- Roger Vigneron
3000 m Hindernis: im Vorlauf ausgeschieden

- Henri Quintric
50 km Gehen: 7. Platz

- Claude Ménard
Hochsprung: 9. Platz

- Jules Noël
Kugelstoßen: 10. Platz
Diskuswurf: 4. Platz

- Clément Duhour
Kugelstoßen: 12. Platz
Diskuswurf: 16. Platz

- Paul Winter
Kugelstoßen: 13. Platz
Diskuswurf: Bronze

### Moderner Fünfkampf
- Ivan Duranthon
Einzel: 10. Platz

### Radsport
- Paul Chocque
Straßenrennen: 10. Platz
Straße Mannschaftswertung: 5. Platz
Bahn 4000 m Mannschaftsverfolgung: Silber

- Amédée Fournier
Straßenrennen: 13. Platz
Straße Mannschaftswertung: 5. Platz
Bahn 4000 m Mannschaftsverfolgung: Silber

- Henri Mouillefarine
Straßenrennen: 14. Platz
Straße Mannschaftswertung: 5. Platz
Bahn 4000 m Mannschaftsverfolgung: Silber

- Georges Conan
Straßenrennen: 24. Platz

- Louis Chaillot
Bahn Sprint: Silber 
Bahn Tandem: Gold

- Charles Rampelberg
Bahn 1000 m Zeitfahren: Bronze

- Maurice Perrin
Bahn Tandem: Gold

- René Le Grevès
Bahn 4000 m Mannschaftsverfolgung: Silber

### Reiten
- Xavier Lesage
Dressur: Gold 
Dressur Mannschaft: Gold

- Charles Marion
Dressur: Silber 
Dressur Mannschaft: Gold

- André Jousseaume
Dressur: 5. Platz
Dressur Mannschaft: Gold

### Ringen
- Louis François
Bantamgewicht, griechisch-römisch: Bronze

- Émile Poilvé
Mittelgewicht, griechisch-römisch: 4. Platz
Mittelgewicht, Freistil: 5. Platz

- Julien Depuychaffray
Bantamgewicht, Freistil: 5. Platz

- Jean Chasson
Federgewicht, Freistil: 6. Platz

- Charles Pacôme
Leichtgewicht, Freistil: Gold

### Rudern
- Marcel Vandernotte
Zweier ohne Steuermann: im Halbfinale ausgeschieden

- Fernand Vandernotte
Zweier ohne Steuermann: im Halbfinale ausgeschieden

- Pierre Brunet
Zweier mit Steuermann: Bronze

- André Giriat
Zweier mit Steuermann: Bronze

- Anselme Brusa
Zweier mit Steuermann: Bronze

### Schwimmen
Männer
- Jean Taris
400 m Freistil: Silber 
1500 m Freistil: 6. Platz

- Marcel Noual
100 m Rücken: im Vorlauf ausgeschieden

- Ulysse Cartonnet
200 m Brust: im Halbfinale ausgeschieden

- Alfred Schoebel
200 m Brust: im Vorlauf ausgeschieden

Frauen
- Yvonne Godard
100 m Freistil: im Halbfinale ausgeschieden
400 m Freistil: 5. Platz

### Segeln
- Jacques Lebrun
Snowbird: Gold

- Jean Peytel
Star: 5. Platz

- Jean-Jacques Herbulot
Star: 5. Platz

### Wasserspringen
- Émile Poussard
3 m Kunstspringen: 7. Platz